# Martonvásár
Martonvásár – miasto na Węgrzech, w Komitacie Fejér, w powiecie Ercsi.